# أنتوني جونسون (مقاتل)
أنتوني كيووا جونسون (بالإنجليزية: Anthony Kewoa Johnson؛ 6 مارس 1984 – 13 نوفمبر 2022) هو مقاتل فنون قتالية مختلطة أمريكي سابق. أمضى معظم مسيرته المهنية يُنافس في يو إف سي.

## سجل فنون القتال المختلطة
| السجل المهني |        |         |
| 29 نزال      | 23 فوز | 6 خسارة |
| ضربة قاضية   | 17     | 1       |
| إخضاع        | 0      | 5       |
| قرار القضاة  | 6      | 0       |

## نزالات الدفع مقابل المشاهدة
| #  | الحدث        | القتال              | المكان                     | المدينة           | المبلغ  |
| -- | ------------ | ------------------- | -------------------------- | ----------------- | ------- |
| 1. | يو إف سي 187 | جونسون ضد كورمييه   | إم جي إم جراند جاردن أرينا | لاس فيغاس، نيفادا | 375،000 |
| 2. | يو إف سي 210 | كورمييه ضد جونسون 2 | مركز كي بنك                | بوفالو، نيويورك   | 300،000 |

## وصلات خارجية
- أنتوني جونسون على موقع يو إف سي (الإنجليزية)
- أنتوني جونسون على موقع بيلاتور (الإنجليزية)
- أنتوني جونسون على موقع شيردوغ (الإنجليزية)
- أنتوني جونسون على موقع Tapology.com (الإنجليزية)
- أنتوني جونسون على موقع IMDb (الإنجليزية)
- أنتوني جونسون على موقع قاعدة بيانات الفيلم (الإنجليزية)